# 气象导航
气象导航是商业公司根據海洋气候资料以及船舶情況为貨船提供的航线定制服务。商业公司要考虑風浪等因素，制定航線時要讓船舶避開风浪区，讓船舶安全航行，而且航行时间爭取要最短、经济效益最高。